# تأثير تفوق الكلمة
في علم النفس المعرفي، يشير مصطلح تأثير تفوق الكلمة إلى الظاهرة المتمثلة في أن إدراك الناس للحروف المُقدمة ضمن كلمة أفضل من إدراكهم للحروف المعزولة أو الحروف المقدمة ضمن «لا كلمة» (تركيبة من الحروف لا تمثل كلمة موجودة في اللغة: القارئ بالإنكليزية يفهم المراد بـ «non-word» أما بالعربية وجب توضيحها. تكون خاطئة من الناحية الإملائية، ولا يمكن لفظها: في الإنكليزية هناك كلمة لا يمكن لفظها «wdrk» أما في العربية يمكن لفظ أي ترتيب للحروف «ودرك» لغياب الحاجة للأحرف الصوتية في الكتابة). ظهر تأثير تفوق الكلمة في الدراسات عند التعرف على حرف ضمن كلمة مقارنةً بالتعرف على حرف ضمن كلمة زائفة (تركيبة من الأحرف تشبه كلمة موجودة بالفعل مثل: عثل) والألفاظ المتجانسة الزائفة (تركيبة من الحروف غير صحيحة إملائيًا لكنها تعطي عند لفظها كلمة موجودة مثل: هاذه).
وصف كاتيل (1886) هذا التأثير للمرة الأولى، وقدم ريشر (1969) وويلر (1970) مساهمات مهمة. كتب كاتيل في بداية الأمر: «أجد أن قراءة الكلمات غير المترابطة تستهلك تقريبًا ضعف الوقت الذي تحتاجه قراءة الكلمات التي تُكوّن جملًا، وقراءة الحروف التي ليس لها علاقة ببعضها تستهلك ضعف الوقت مقارنة بالحروف التي تشكل كلمات، عندما تُكون الكلمات جملًا والحروف كلمات، لا تتداخل عمليات الرؤية والتسمية عند الفرد وحسب، بل يمكنه عندها التعرف على مجموعة كاملة من الكلمات أو الحروف ببذل الجهد العقلي مرة واحدة فقط».
طور جي. ريشر و دي. ويلر النموذج التجريبي الأساسي في دراسة تأثير تفوق الكلمة، ويسمى نموذج ريشر-ويلر. في هذا النموذج، يُقدَم للمراقب كلمة أو لا كلمة متبوعةً بقناع (محفز قصير المدة لقياس التأثيرات على السلوك). ثم يُطلب من المراقب تسمية أحد الأحرف في الكلمة أو اللاكلمة المُلقَنة. ويجب في الاختبار انتقاء خيار إجباري من احتمالين. فمثلًا، الحرف ق في كلمة «ورقة»، قد يُطلب من المراقب الاختيار بين الحرفين ق و ك. ويكون المراقب عادةً أكثر فعالية في الإجابة هنا مقارنة بإجابته عندما تعرض عليه لاكلمة مثل: «ورفة» ويخضع بعدها لنفس الاختبار. عند اختيار واحد من الاحتمالين المقدمين تتشكل كلمة محتملة.
دُرس تأثير تفوق الكلمة دراسة كثيفة في سياق العمليات المعرفية التي تنطوي عليها القراءة. وجرت الكثير من الأبحاث لمحاولة نمذجة التأثير باستخدام الشبكات الارتباطية.

## المهمة التجريبية
تقليديًا، اختُبر تأثير تفوق الكلمة باستخدام المسراع (آلة لاختبار الإدراك البصري)، وذلك نظرًا للحاجة إلى ضبط فترة عرض تركيبة الأحرف بعناية. مؤخرًا، سمحت برمجيات عرض المحفز بتبسيط عملية ضبط فترة العرض باستخدام الحواسيب. وُصف تأثير تفوق الكلمة دون استخدام المسراع.
تُعرض تركيبة من الحروف سريعًا على شاشة، أربعة أو خمسة حروف في العادة، لبضع أجزاء من الثانية. يقدَم بعدها للقارئ حرفان، ويطلب منه تحديد الحرف الذي ينتمي للتركيبة التي شاهدها. فمثلًا، إذا عرضت اللاكلمة «عثل»، يطلب من القارئ تحديد ما إذا كان الحرف «ث» أو «هـ» قد ظهر فيها. يظهر تأثير تفوق الكلمة باختيار الأفراد الحرف الصحيح على نحو أكثر اتساقًا عندما تمثل تركيبة الحروف المعروضة كلمة حقيقية مقارنةً بالحروف المعزولة أو اللاكلمة.

## الفرضيات
ينطوي وجود تأثير تفوق الكلمة على نوع من ميزات الوصول أو الترميز التي تختص بها الكلمات في العقل مقارنةً بالكلمات الزائفة أو الحروف المنفردة. اقترحت دراسات عدة أن هذا التمايز هو نتيجة لاختلاف الكلمات عن اللاكلمات في قابلية اللفظ (لا يمكن لفظ اللاكلمات وبالتالي لا يتذكرها الفرد بسهولة)، والتكرار (نصادف الكلمات الحقيقية ونستخدمها بشكل متكرر)، والمعنى (الكلمات الحقيقية ذات قيمة دلالية لذا يكون الاحتفاظ بها في الذاكرة أفضل)، والانتظام الإملائي (تتبع الكلمات الحقيقية قواعد إملائية مألوفة لذا يكون الاحتفاظ بها في الذاكرة أفضل)، وكثافة الجوار (تميل الكلمات الحقيقية إلى مشاركة الحروف مع كلمات حقيقية أخرى مقارنةً باللاكلمات، ولذلك تكون أكثر قدرة على تنشيط الدماغ).
تقترح دراسات أخرى أن تأثير تفوق الكلمة يتأثر بشدة بعوامل تجريبية وربما سببته هذه العوامل، مثل نوع القناع المستخدم بعد عرض الكلمة، أو مدة عرض القناع.

## النماذج
النموذجان الشهيران اللذان يحاولان شرح تأثير تفوق الكلمة، هما نموذج التنشيط التفاعلي ونموذج الترميز مزدوج المسار. لا يأخذ هذان النموذجان الانتباه في عين الاعتبار، دُرست هذه العلاقة في الأبحاث حول تأثير تفوق الكلمة. تُظهر الدلائل أن تأثير تفوق الكلمة يستمر دون وعي المراقب الواعي بالكلمة المقدَمة، ما يعني أن الانتباه ليس ضروريًا في تأثير تفوق الكلمة ولا يشارك في هذه الظاهرة. ومع ذلك، ظهر أن الانتباه بتركيز يعدل تأثير تفوق الكلمة، ما يتوافق مع البيانات الفيزيولوجية العصبية الحديثة التي تفسر ذلك بأن الانتباه يعدل المراحل الأولى من عمليات معالجة النصوص.
نموذج التنشيط والتحقق هو نموذج آخر طُور بهدف تفسير بيانات زمن التفاعل في مهمة تمييز المفردة وقرار تسميتها. العمليات الأساسية التي تُستكشف في نموذج التنشيط والتحقق والتي تشارك في التعرف على الكلمات والحروف هي الترميز والتحقق واتخاذ القرار. يشترك نموذج التنشيط التفاعلي ونموذج التنشيط والتحقق في الكثير من الافتراضات الأساسية، كحقيقة أن المحفز المُدْخَل ينشط وحدات الحروف المحددة مكانيًا، والتي تعمل عند تنشيطها على تعديل نشاط وحدات الكلمة، ويتأثر التعرف على الحرف والكلمة بشكل متكرر بعمليات نزولية (فمثلًا، عند قراءة عبارة «صوت القطة ...» يخمن الفرد كلمة مواء وعندما يتحقق من وجود الحرف م في أول الكلمة يتجاهل بقية الحروف).

### تأثير تفوق الكلمة ونموذج التنشيط التفاعلي
أثبت تأثير تفوق الكلمة أنه نتيجة هامة لنماذج التعرف على الكلمات، وهذا ما يدعمه بشكل خاص نموذج روميلهارت وماكليلاند للتنشيط التفاعلي للتعرف على الكلمات. تبعًا لهذا النموذج، عندما تعرض الكلمة على القارئ، فإن كل حرف على التوازي سيحفز أو يثبط كواشف الميزات المختلفة للحروف في العقل (الشكل المنحني لـلحرف «ر» يميزه، والخط العمودي يميز الحرف «ا»). تحفز كواشف الميزات بعد ذلك أو تثبط كواشف الحروف المختلفة، والتي ستحفز أو تثبط في آخر الأمر كواشف الكلمات المختلفة. يمتاز كل اتصال منشط بتأثير معين، وهكذا تنشط كلمة «عمل» مثلًا أكثر من أي كلمة أخرى (فيتعرف عليها القارئ).
وفقًا لنموذج التنشيط التفاعلي، يفسر تأثير تفوق الكلمة على هذا النحو: عندما يعرض الحرف المستهدف ضمن كلمة، تتنشط جميع كواشف الميزة وكواشف الحروف وكواشف الكلمات، ما يزيد فعالية التعرف النهائي على المحفز. أما عند تقديم الحرف المنفرد، تتنشط كواشف الحروف فقط. لذلك، نتذكر الكلمة المقدمة بشكل أوضح مقارنة بالأحرف المنفردة، فنكون أكثر دقة عند تحديد الحروف المكونة لها، وهو ما يلاحظ في تأثير تفوق الكلمة.

### نموذج التنشيط والتحقق
يتعامل هذا النموذج مع عمليات الترميز والتحقق واتخاذ القرارات. يُستخدم مصطلح الترميز لوصف العمليات الباكرة التي تؤدي إلى التنشيط اللاواعي للوحدات المُتعلَمة في الذاكرة. يجري التحقق بعد ذلك. ويؤدي التحقق غالبًا إلى الإدراك الواعي لمفردة مُدخلة منفردة. يجب أن يُنظر إلى التحقق على أنه تحليل للمحفز ذو طابع مستقل ونزولي يسترشد بتمثيل الكلمة المخزن أو المُتعلم. يمكن محاكاة التحقق آنيًا عبر محاكاة حاسوبية. أخيرًا، تعتمد العوامل التي تؤثر على سرعة ودقة الأداء في نموذج معين على كون القرارات مستندة بشكل أساسي إلى المعلومات المستمدة من الترميز أو التحقق.

## تأثير المعاكس لتفوق الكلمة
من النتائج التي توصل إليها جونستون وماكليلاند أن تأثير تفوق الكلمة لا يحدث بشكل حتمي في كل مرة نقارن فيها كلمة بلاكلمة. ويعتمد ذلك بنسبة ما على الاستراتيجيات التي يستخدمها القارئ في أثناء المهمة. فإذا أولى القارئ مزيدًا من الانتباه لموضع حرف معين، سيختبر التأثير المعاكس لتفوق الكلمة. فالقارئ هنا لا يستفيد من تنشيط كواشف الكلمة بشكل كبير إذا أهمل التركيز على الكلمة الكاملة.